# USA for Africa
A USA for Africa (United Support of Artists) egy jótékonysági supergroup volt, amelyet Harry Belafonte hozott létre. 1985-ben alakultak meg, és ugyanebben az évben oszlottak fel. A társulat csak egy album rögzítéséig állt össze.
A csapat legismertebb dala a We Are the World, amelyet 1985-ben rögzítettek.
Maga az együttes különféle neves zenészekből és színészekből összetoborzott csapat volt. Vezetőjük Quincy Jones, aki egyben a dal producere is volt. Tagjai: Lionel Richie, Stevie Wonder, Paul Simon, Kenny Rogers, James Ingram, Tina Turner, Billy Joel, Michael Jackson, Diana Ross, Dionne Warwick, Willie Nelson, Al Jarreau, Bruce Springsteen, Kenny Loggins, Steve Perry, Daryl Hall, Huey Lewis, Cyndi Lauper, Kim Carnes, Bob Dylan és Ray Charles.
Kórustagok: Dan Aykroyd színész, Harry Belafonte, Lindsey Buckingham, Mario Cipollina, Johnny Colla, Sheila E., Bob Geldof, Bill Gibson, Chris Hayes, Sean Hopper, Jackie Jackson, La Toya Jackson, Marlon Jackson, Randy Jackson, Tito Jackson (a Jackson Five, amelynek Michael is tagja volt), Waylon Jennings, Bette Midler, John Oates, Jeffrey Osborne, The Pointer Sisters (egy együttes) és Smokey Robinson.
Zenekar: David Paich (Toto) – szintetizátor, Michael Boddicker – szintetizátor, Paulinho da Costa – ütős hangszerek, Louis Johnson, Michael Omartian – billentyű, Greg Phillinganes – billentyű és John Robinson – dobok.
A USA for Africa az afrikai, főleg etiópiai emberek megsegítéséért jött létre.

## Diszkográfiájuk
- We Are the World (stúdióalbum, 1985)